# Les Travaux d'Hercule (Agatha Christie)
Pour les articles homonymes, voir Douze travaux (homonymie).
Les Travaux d'Hercule (The Labours of Hercules dans l'édition originale britannique) est un recueil de douze nouvelles policières et un prologue, écrit par Agatha Christie, publié pour la première fois en 1947 au Royaume-Uni et aux États-Unis, mettant en scène le détective belge Hercule Poirot.
En France, le recueil est publié pour la première fois en 1966 en deux volumes distincts : Les Travaux d'Hercule et Les Écuries d'Augias.

## Composition du recueil
Chacune des douze affaires, par la volonté du détective Poirot lui-même, est mise en relation, très symbolique et parfois humoristique, avec les tâches éponymes du héros grec.

### Prologue
Hercule Poirot reçoit la visite du Professeur Burton, titulaire de la chaire de littérature grecque et latine au All Souls College. Celui-ci questionne Poirot sur le choix de son prénom, lui faisant remarquer que, malgré sa brillante carrière, il n'a rien d'un Hercule face à l'illustre Héraclès. Poirot lui annonce alors son intention de prendre prochainement sa retraite et de ne prendre que quelques affaires triées sur le volet avant de se mettre très sérieusement à la culture des courges. Le professeur lui fait alors remarquer qu'il n'accomplit pas les Travaux d'Héraclès, et que son métier est sa passion et qu'il n'arrivera jamais à s'arrêter. Hercule Poirot se renseigne sur ce légendaire Hercule et décide qu'avant sa retraite, il acceptera douze dernières affaires, correspondant aux douze Travaux d'Hercule...

### Les Douze Travaux dans le recueil publié au Royaume-Uni
- Prologue : rencontre entre Hercule Poirot et le docteur Burton.

1. Le Lion de Némée (The Nemean Lion)
2. L'Hydre de Lerne (The Lernean Hydra)
3. La Biche aux pieds d'airain (The Arcadian Deer)
4. Le Sanglier d'Érymanthe (The Erymanthian Boar)
5. Les Écuries d'Augias (The Augean Stables)
6. Les Oiseaux du lac Stymphale (The Stymphalean Birds)
7. Le Taureau de l'île de Crète (The Cretan Bull)
8. Les Chevaux de Diomède (The Horses of Diomedes)
9. La Ceinture d'Hippolyte (The Girdle of Hyppolita)
10. Les Troupeaux de Géryon (The Flock of Geryon)
11. Les Pommes d'or du jardin des Hespérides (The Apples of Hesperides)
12. La Capture de Cerbère (The Capture of Cerberus)

### Les Douze Travaux dans le recueil publié en France
Ci-dessous en gras, les nouvelles qui sont classées différemment du classement de l'édition en langue anglaise :
- Prologue : rencontre entre Hercule Poirot et le docteur Burton.

1. Le Lion de Némée (The Nemean Lion)
2. L'Hydre de Lerne (The Lernean Hydra)
3. La Biche aux pieds d'airain (The Arcadian Deer)
4. Le Sanglier d'Érymanthe (The Erymanthian Boar)
5. Les Oiseaux du lac Stymphale (The Stymphalean Birds)
6. La Ceinture d'Hippolyte (The Girdle of Hyppolita)
7. Les Écuries d'Augias (The Augean Stables)
8. Le Taureau de l'île de Crète (The Cretan Bull)
9. Les Chevaux de Diomède (The Horses of Diomedes)
10. Les Troupeaux de Géryon (The Flock of Geryon)
11. Les Pommes d'or du jardin des Hespérides (The Apples of Hesperides)
12. La Capture de Cerbère (The Capture of Cerberus)

## Commentaires
Les douze nouvelles composant les Travaux avaient été publiées auparavant dans des magazines de littérature policière, à partir de 1939. Agatha Christie ne les publia en recueil qu'en 1947, en les faisant précéder d'un chapitre introductif écrit pour l'occasion et justifiant le choix symbolique d'alignement sur la mythologie grecque.
Le personnage de Miss Lemon, qui avait auparavant exercé les fonctions de secrétaire auprès de Mr Parker Pyne, réapparaît, cette fois aux côtés d'Hercule Poirot, dans l'intrigue du premier (Le Lion de Némée) et du douzième (La capture du Cerbère) des travaux.
Le douzième des travaux est également l'occasion des retrouvailles de Poirot avec un autre personnage de l'univers christien, la comtesse Vera Rossakoff, que le détective belge avait déjà croisée dans plusieurs des chapitres du roman Les Quatre et dans une nouvelle.
Ces retrouvailles de Poirot et de la comtesse Rossakoff, qui se croisent dans des escaliers mécaniques du métro de Londres, sans pouvoir se rejoindre, donnent l'occasion à Agatha Christie de dévoiler une facette importante de la personnalité de Miss Lemon. La comtesse ayant crié mystérieusement à l'adresse de Poirot, au milieu de la foule, pour lui suggérer de la retrouver « en enfer » et le détective ayant fait part de sa perplexité à sa secrétaire, celle-ci, en personne bien informée des lieux à la mode de la capitale londonienne (mais dont on suppose qu'elle ne les fréquente pas), suggère immédiatement la réservation pour le soir même d'une table pour deux couverts dans le restaurant « branché » nommé L'Enfer, et justement dirigé par la comtesse.

## Éditions
- Les éditions initiales britanniques en revue, en 1939-1940, sont listées plus haut
- Publication initiale en revue, aux États-Unis, en septembre 1944 et janvier 1945, sous le titre The Labors of Hercules (orthographe différente), dans le volume 5, n° 18 et le n° 20 de la revue Ellery Queen's Mystery Magazine, constituant ces deux mois-là l'essentiel de la revue, avec une nouvelle écrite par un autre auteur
- Publication initiale en recueil, au Royaume-Uni, en 1947, sous le titre The Labours of Hercules, Collins, Londres. Cette édition est la première à inclure le prologue.
- Publication initiale en recueil, aux États-Unis, en 1947, sous le titre The Labours of Hercules, Dodd Mead, New York
- Édition initiale en français, en 1948, sous le titre Les Douze Travaux d'Hercule, au no 13 de la « Série rouge » des éditions Morgan. Probablement le seul roman ou recueil de nouvelles d'Agatha Christie n'ayant pas été publié pour sa première parution en volume en France par la Librairie des Champs-Élysées.
  - La Librairie des Champs-Élysées fera le choix, pour les éditions suivantes, de scinder l'œuvre en deux volumes titrés Les Travaux d'Hercule et Les Écuries d'Augias :
    - 1966 : coll. « Le Masque », no 912 et no 913
    - 1969 : coll. « Club des Masques » no 70 et no 72
- Les Travaux d'Hercule, Paris, Librairie des Champs-Élysées, coll. « Le Masque », no 912, 1982,  (ISBN 2702411800)
- Les Travaux d'Hercule, dans Agatha Christie. 8, Les années 1945-1949, Paris, Librairie des Champs-Élysées, coll. « Les Intégrales », 1995, dans une nouvelle traduction de Jean-Marc Mendel qui réunit les douze nouvelles sous ce seul titre.